# Hyalaethea sublutea
Hyalaethea sublutea är en fjärilsart som beskrevs av George Thomas Bethune-Baker 1908. Hyalaethea sublutea ingår i släktet Hyalaethea och familjen björnspinnare. Inga underarter finns listade i Catalogue of Life.